# Тальгеймер, Август
Август Тальгеймер (нем. August Thalheimer; 18 марта 1884, Оберзульм, Вюртемберг — 19 сентября 1948, Гавана, Куба) — немецкий марксист, один из основателей Коммунистической партии Германии.

## Биография
В 1902— 1909 годах обучался в университетах Мюнхена, Оксфорда, Лондона, Страсбурга, Берлина. Владел английским, французским, испанским, арабским, русским и другими языками.
В 1910 году вступил в Германскую социал-демократическую партию. Участник Ноябрьской революции. В 1918—1923 годах — член ЦК Коммунистической партии Германии и редактор центрального органа КПГ «Die Rote Fahne». В 1923—1924 годы вместе с Генрихом Брандлером фактически руководил КПГ, выступая в качестве её теоретика. После неудачи Гамбургского восстания 1923 года, в чём был обвинён «ультралевой» партийной группой Рут Фишер и Аркадия Маслова, был отстранён от руководства КПГ и переехал в СССР.
В 1924 году вступает в ряды РКП(б). В 1924—1928 годах — в Москве, занимался научной деятельностью и преподавал в Институте К. Маркса и Ф. Энгельса и КУТК имени Сунь Ятсена. Работал над редактированием неопубликованных рукописей Франца Меринга и вместе с Бухариным — над наброском программы Коминтерна. В мае 1928 г. возвращается в Германию.
В январе 1929 году исключается из членов РКП(б). В конце 1929 года после исключения из КПГ Генриха Брандлера возглавил вместе с ним «бухаринистскую» и антисталинистскую КПГ—О. В 1933 году эмигрировал во Францию. С началом Второй Мировой войны интернирован и заключён (1939—1941) в лагерь в Париже, затем в Южной Франции.
В 1941 году эмигрировал с семьёй и Брандлером на Кубу. В Гаване в сложных материальных условиях работал над философскими и политическими проблемами марксизма. После войны вместе с Брандлером восстановил связи с Германией, но вернуться в страну не удалось. Тальгеймер умер в Гаване и похоронен на еврейском кладбище в гаванском районе Гуанабакоа.

## Работы на русском языке
- Ленин как философ // Под знаменем марксизма. 1924. № 8-9.
- Заметки о Ленине как философе // Под знаменем марксизма. 1924. № 12.
- О программе Коминтерна // Большевик. 1924. № 7-8.
- О теории относительности // Под знаменем марксизма. 1925. № 1-2.
- Первый Интернационал и профессиональные союзы. М., 1925.
- От Эберта к Гинденбургу. М.-Л., 1925.
- Вступит. ст. // В. Зомбарт. Строй хозяйственной жизни. М., 1926.
- Введ. // В. Либкнехт. Социализм и культура. М.-Л., 1926.
- О книге Розы Люксембург «Введение в политическую экономию» // Р. Люксембург. Введение в политическую экономию. М.-Л., 1926.
- Предисл. // Э. Бернштейн. Детство и юность. М.-Л., 1927.
- Теоретический кризис социал-демократии. М.-Л., 1927.
- Введение в диалектический материализм. М.-Л., 1928.